# Чортове колесо (фільм, 1926)
«Чортове колесо» — радянський художній фільм режисерів Григорія Козінцева і Леоніда Трауберга. Знятий за мотивами повісті Веніаміна Каверіна «Кінець хази» на фабриці «Сєвзапкіно» в 1926 році.

## Сюжет
На гулянні в саду Народного дому червонофлотець Іван Шорін познайомився з Валею і, пропустивши призначений час, запізнився на катер, що відплив на крейсер. Наступного ранку він повинен був йти в дальній закордонний похід і його невелика затримка обернулася дезертирством. Молодих людей поселили артисти, які опинилися на ділі звичайної шпаною. Не бажаючи стати злодієм, Іван біжить і здається владі. Після суду товаришів і справедливого покарання він повертається до колишнього життя.

## У ролях
- Петро Соболевський —  Іван Шорін, червонофлотець з крейсера «Аврора»
- Людмила Семенова —  вуличне дівчисько Валька
- Сергій Герасимов —  фокусник «Людина-питання», ватажок бандитської зграї
- Еміль Галь —  естрадник Коко, друг «питання»
- Яніна Жеймо —  дівчина зі шпани
- Сергій Мартінсон —  диригент оркестру
- Андрій Костричкін —  один з мешканців злодійського кубла
- Микола Городнічев —  шпана на прізвисько «управдом»
- Антоніо Цереп —  господар льоху
- Павло Березін — епізод
- Тетяна Вентцель — епізод
- Олексій Каплер — епізод
- Олександр Костомолоцький — епізод
- Євген Кумейко — епізод

## Знімальна група
- Сценарист: Адріан Піотровський
- Режисери: Григорій Козінцев, Леонід Трауберг
- Оператор: Андрій Москвін
- Художник: Євген Єней